# Nouabalé-Ndoki nationalpark
Nouabal-Ndoki nationalpark är en nationalpark i Kongo-Brazzaville. Parken, som instiftades 1993 och ligger i norra Kongo, har många skogselefanter, apor såsom västlig låglandsgorilla och schimpanser men också antiloparten bongo. Den omfattar 3921,61 km² av ursprunglig tropisk regnskog där ingen mänsklig bosättning finns inom parken och med en begränsad befolkning i de perifera byarna.
Skogen har en rik biologisk mångfald med 300 fågelarter samt 1000 växt- och trädarter, däribland den hotade mahognyn.
2006 beslutade skogsministrarna i Centralafrikanska skogskommissionen att länderna inom Kongoflodens avrinningsområde skulle instifta Sangha Trinational bestående av Nouabalé-Ndoki nationalpark, skogsreservatet Dzangha-Sangha i Centralafrikanska republiken och Lobéké nationalpark i Kamerun. Konceptet att skapa reservat växte fram på 1980-talet då man insåg att de vilda kringströvande elefanter som rörde sig fritt mellan de tre parkernas områden måste skyddas från tjuvskyttar och skogsindustrin.
Nouabalé-Ndoki nationalpark sköts av Wildlife Conservation Society i Kongo-Brazzaville enligt ett avtal med skogsministeriet som specificerar varje parts ansvar för att säkra skyddet av områdena enligt internationell standard.

## Historia
Initiativ till planen att instifta Nouabalé-Ndoki nationalpark togs 1991 av Wildlife Conservation Society (WCS) och Kongos regering med stöd från USAID som ett transnationellt samarbetsprojekt. Detta omfattade även ett arbete med att interagera med lokala, regionala och nationella myndigheter. Nationalparken instiftades i september 1993 med en area om 3921,69 km² i den nordöstra regionen Sangha och den nordvästra regionen Likouala i Kongo. 1999 gick timmerföretaget CIB (Congolaise Industrielle du Bois) och lokalbefolkningen ihop för att skapa en entitet som skulle minimera negativa påverkan av avverkning på nationalparken. 2001 utvidgades området med delar av en intilliggande avverkningskoncession, Gualougotriangeln. Ett tyskt skogsavverkningsföretag övergav sina rättigheter över Gualougotriangeln under dess hyrestid för att den skulle kunna bli en del av nationalparken och beslutade även att förbjuda jakt i området. Medan avverkning har skett (speciellt av två arter av afrikansk mahogny för högkvalitetstimmer) i många skogsregioner i norra Kongo, har nationalparken varit helt fri från detta. Detta har hjälpt till att bevara och utöka djurpopulationen och förbättra de naturliga habitaten i skogen.

## Geografi och klimat

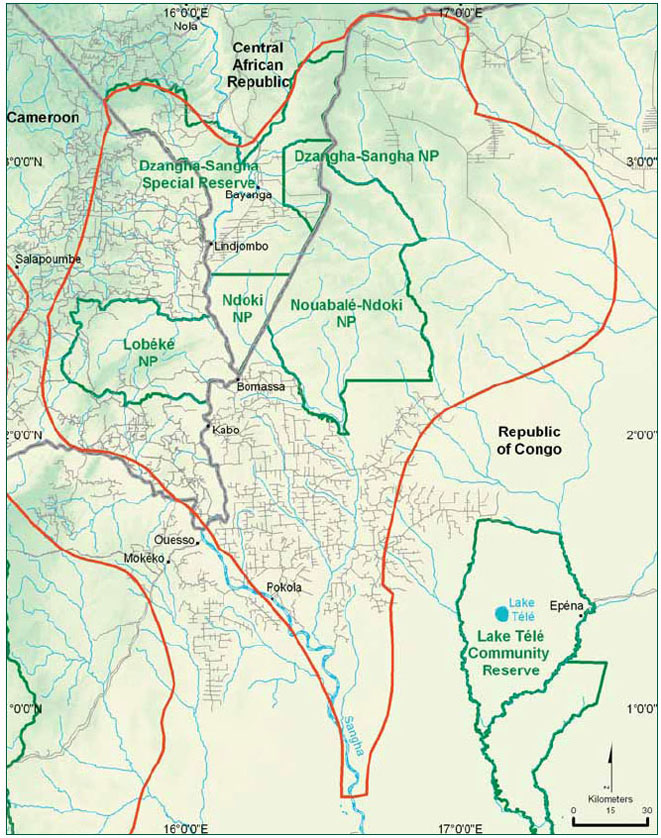
Sangha Trinational. Parken är märkt med sitt engelska namn Noubalé-Ndoki National Park.

Det skyddade området, som är en del av Sangha Trinational, avvattnas främst av floden Sangha, en biflod till Kongofloden. Delar av skogen går inte att nå och är ännu outforskade. Parken är tillsammans med det större Sanghareservatet isolerad från all ekonomisk aktivitet i form av vägar och mänsklig påverkan, vilket har lett till att skogen har kunnat förbli en urskog. Parken ligger inom Kongos skogsområden, som utgör 11 % av landets totala areal. Den är indelad i skyddade områden, trädlösa områden såsom Bai och Yanga, två säsongszoner för nomadbefolkningen, jaktreservat för anställda, skyddade områden som fungerar som bytesområden för jakt, jaktområden för lokalbefolkningen och heliga platser.
Parken är en sumpig tropisk skog. Den har ett fuktigt klimat och får en genomsnittlig nederbörd på 1 250 mm årligen. Regnperioden är augusti till november och torrperioden december till februari. Växterna omfattar flera olika arter av mahogny.

## Djurliv

### Fauna

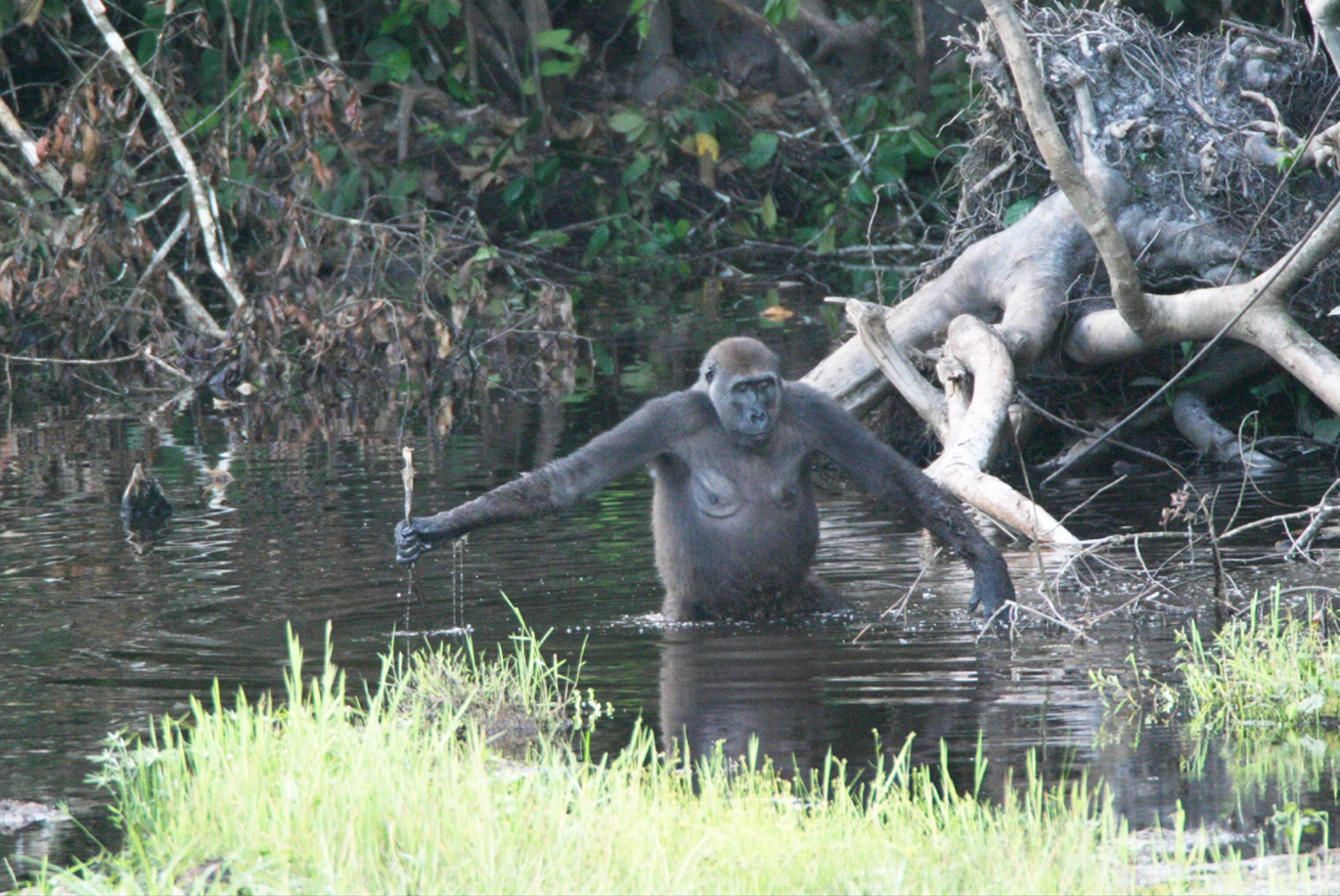
Vuxen gorilla inne i parken

Det finns många arter i parken. National Geographic Society har observerat att parken kan ha den största koncentrationen av djur per kvadratkilometer i Afrika. De vanligaste förekommande arterna är primater. Det finns primater av släktena Colobus och Piliocolobus (röda guerezor), den hotade låglandsgorillan, chimpanser, och mustaschmarkatta. Parken har över 300 olika fågelarter. Här finns även den sällsynta afrikanska skogselefanten, afrikansk buffel (underarten S. c. nanus), leopard, bongo och blå dykare. Det finns olika typer av djurliv i parken. Krokodiler och blodsugande insekter är också en del av skogens arter. Herpetologi-studier har gjorts i fyra bestämda områden. Dessa studier har funnit 20 amfibiska och 14 reptilarter i södra änden av parken; bland dessa finns grodarterna Aubria masako, Amietophrynus regularis, Cryptothylax greshoffii, Hyperolius balfouri, H. brachiofasciatus, Leptopelis brevirostris och L. calcaratus meridionalis.
Papegojor finns också i parken. Skogselefanter skapar ytor genom att ta ner skogen för att kunna ta sig fram. Hornförsedda antiloper toppar i antal med 100 per km². Enligt en pygmélegend fanns mokele-mbembe i området, en långhalsad reptil som dödade elefanter med sitt stora horn.
Bai de Mbeli utgör ett 3 km² stort område inom parken, som är särskilt rikt på gorillor och dit besökare kan ta sig för att se dem. Här har 180 västliga låglandsgorillor noterats. Där finns också många aparter och nio av dem har en populationstäthet om 50 per km². Andra primater i parken som inte nämns ovan är kronmarkatta och Lophocebus albigena.

### Flora
Träd och växter trivs i detta klimat. Nouablé-Ndoki nationalpark är en väldigt frodig regnskog. Här finns 24 distinkta vegetationstyper. Den dominerande vegetationen består av Gilbertiodendron dewervei (G. dewevevri) i inlandsregionen och bortom vattendragen i stora områden; blandade skogar och sumpskogar förekommer också. Skogen har många “bais” som betyder ”kala områden”. Över 1 000 olika växt och träd-arter har identifierats. G. dewevevri är en supra-årlig utsädesgröda och “tros ha fått sin stora fruktkropp för att bekämpa fröproduktionen genom att mätta rovdjuren.” Den kännetecknas av att “79 % av dess stjälkar når över 10 cm och täcker 88 % av marken omkring.” Fröna förstörs av skalbaggar. De utgör också huvudfödan för ett stort antal däggdjur såsom gnagare, dykarantiloper (Cephelophus spp.), svindjur (penselsvin och skogssvin) och bufflar (Syncerus caffer), elefanter, och särskilt gorillor.